# Miyana meyeri
Miyana meyeri är en fjärilsart som beskrevs av Kirsch 1877. Miyana meyeri ingår i släktet Miyana och familjen praktfjärilar. Inga underarter finns listade i Catalogue of Life.